# Almindelig turt
Almindelig Turt (Cicerbita alpina) er en flerårig, urteagtig plante, der vokser på fugtig jord i lyse skove eller på enge i store dele af Europa, ofte i bjergegne.

## Kendetegn
Almindelig turt er kendetegnet ved at have en enkelt eller nogle få, kraftige stængler, der som regel ikke er forgrenede. Øverst er stænglen rødbrun med tætsiddende, violette kirtler. De nederste blade er stilkede og fjerdelte med tre par sideafsnit og et endeafsnit, der er trekantet eller spydformet. De øverste blade mangler stilk, og bladfoden omslutter stænglen mere eller mindre. Disse øverste blade er tæt dækket af kirtelhår. Oversiden er græsgrøn, mens undersiden er lidt lysere. Bladranden er tandet. Blomstringen foregår i juli-september, hvor man finder de små blomster samlet i kurve, som igen danner større, endestillede stande. De enkelte blomster er 5-tallige og uregelmæssige med blåviolette kronblade. Frugterne er nødder med fnok.
Rodsystemet består af en kort og tyk jordstængel og grove, kun svagt forgrenede rødder. Hele planten indeholder hvid mælkesaft.
Planten når en højde på over 1 m (under gunstige forhold sågar over 2 m). Bredden er på ca. 40 cm.

## Hjemsted
Almindelig Turt er udbredt over det meste af Europa (fra Murmansk, Finland og Norge i nord til Grækenland, Italien og Spanien i syd og mellem Storbritannien og Ukraine i vest-østlig retning). Derimod findes arten ikke i Danmark. Arten er knyttet til lyse skove, sætere og enge med næringsrig og fugtig jordbund. Den findes derfor ofte i bjergegne eller på andre steder med passende fugtighed. 
I naturparken Pallas-Yllästunturi findes en stor del af planterne fra finsk Lapland. Her finder man højmoser, men også gamle, urørte skove, og i disse vokser arten sammen med bl.a. Almindelig Hæg, Almindelig Mangeløv, Almindelig Strudsvinge, Enblomstret Vintergrøn, Kvan, Peberbusk, Skov-Storkenæb og Vild Ribs.

## Galleri
|  |  |  |  |

## Note
1. ↑  Nationalparks.fi: ’’Pallas-Yllästunturi Vegetation’’ Arkiveret 6. marts 2016 hos  Wayback Machine – kortfattet, turistpræget indføring i parkens vegetationer (på (engelsk))

## Eksterne Links
- Arne og Anna-Lena Anderberg: Den virtuella floran – her om netop Almindelig Turt (på (svensk))